# Vampiros en la literatura

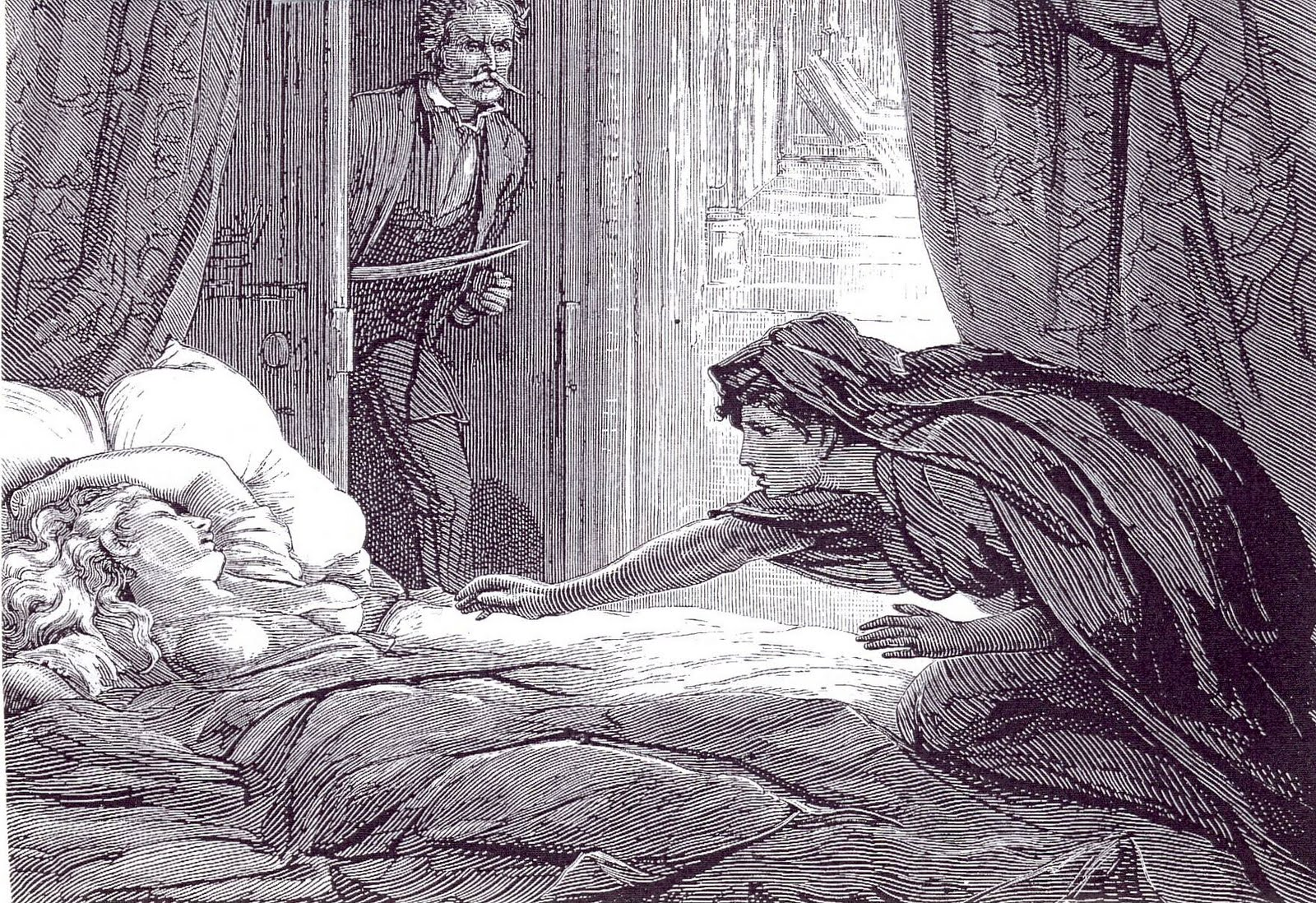
Una ilustración de Carmilla, de Sheridan le Fanu, una de las principales obras de la literatura de vampiros.

La presencia de los vampiros en la literatura abarca un campo literario centrado en torno a la figura del vampiro y los elementos asociados a la misma, con diversas variantes. Aunque figuras y personajes vampíricos con diversos rasgos han aparecido en la mitología, la cultura oral y la literatura desde la antigüedad la primera aparición del vampiro literario moderno se produjo en las baladas góticas del siglo XVIII, saltando al ámbito de la novela con The Vampyre de Polidori (1819) y posteriormente se popularizaría como figura de los relatos de terror. La historia de Carmilla (1872) de Sheridan Le Fanu resultó muy influyente en el género, así como para perfilar la imagen del vampiro gótico, pero sin duda la obra maestra y completa del género es Drácula de Bram Stoker (1897). Desde el siglo XX las historias de vampiros se han diversificado, no solo aportando elementos nuevos, sino también introduciendo elementos de otros géneros como las novelas de suspenso, fantasía, ciencia ficción y otros géneros menos habituales. Además de las tradicionales criaturas no muertas bebedoras de sangre, el vampirismo se ha extendido a otro tipo de seres como alienígenas o incluso animales. Otros “vampiros” de ficción se alimentan de energía vital en lugar de sangre.

## Historia del género

### El siglo XVIII
La literatura vampírica hunde sus raíces en una fiebre sobre los vampiros que se extendió por Europa a principios del siglo XVIII, especialmente en el período entre 1720-1740. En diversos espacios comenzaron a moverse peculiares historias sobre exhumaciones de no-muertos, con testigos letrados y jurídicos titulados en varios lugares de Europa Oriental, como Arnold Paole en Serbia, durante el gobierno de la dinastía de los Habsburgo. Pero más allá de la superstición, el vampiro se abrió paso a las tradiciones folklóricas donde halló un terreno propicio para quedarse. Canciones sin autor evocaban sus hazañas en los países de Europa Oriental, cuando una revista alemana, editada en Leipzig consagró en 1748 un número dedicado a los vampiros. El vampiro no se refería a ninguna  historia de muertos vivientes, sino la del valiente amante que amenazaba con galantería a su amada con convertirse en un vampiro y vengarse de ella visitando su habitación por las noches para demostrar que su amor era más fuerte que las cristianas enseñanzas.
Estas primeras canciones solían ser de temática amorosa y muestran a personas que regresan de la tumba para visitar a sus seres queridos y causar su ruina de una forma o de otra. No se trata tanto de un “contagio” vampírico como una magia póstuma bien producida por maldiciones o juramentos incumplidos los que provocan la aparición de los no muertos. En cierto sentido, se trata de una influencia de “la Danza de la Muerte” medieval, en la que ésta viene a buscar a los vivos sin importar su situación ni posición social.

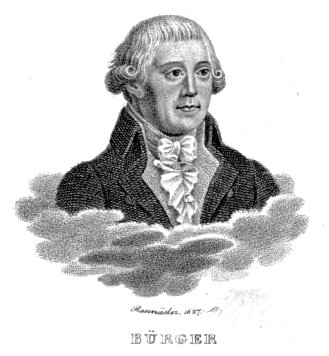
Retrato de Gottfried August Bürger por Rosmäsler, 1827.

Posteriormente es Gottfried August Bürger, el creador de la “balada artística” alemana y uno de los mayores representantes del movimiento conocido como Sturm und Drang, quien realiza el primer tratamiento literario de la superstición del vampirismo. En Lenore, poema publicado en 1773, relata la historia de una joven, que al final de la Guerra de los Siete Años, se angustia por no tener noticias de su prometido. A medianoche golpean su puerta. Lenore desciende y reconoce enseguida a su amado, que viene a buscarla para casarse con ella; él la sienta en su caballo y galopan vertiginosamente a la luz de la luna, atravesando paisajes espectrales. La muchacha quiere saber por qué cabalgan tan rápido; el novio espolea y dice: Denn die Toten reiten schnell (“Porque los muertos viajan deprisa”) (que será citada por Bram Stoker en Drácula). Lenore responde: “Deja a los muertos tranquilos”. Cerca del amanecer entran a un cementerio; mientras el caballo avanza el novio va perdiendo su forma humana y el lecho nupcial se revela como el nicho en la que yace el esqueleto del novio. Un cortejo de espectros danza una ronda macabra y repite la tardía advertencia: “No hay que medirse con Dios.”

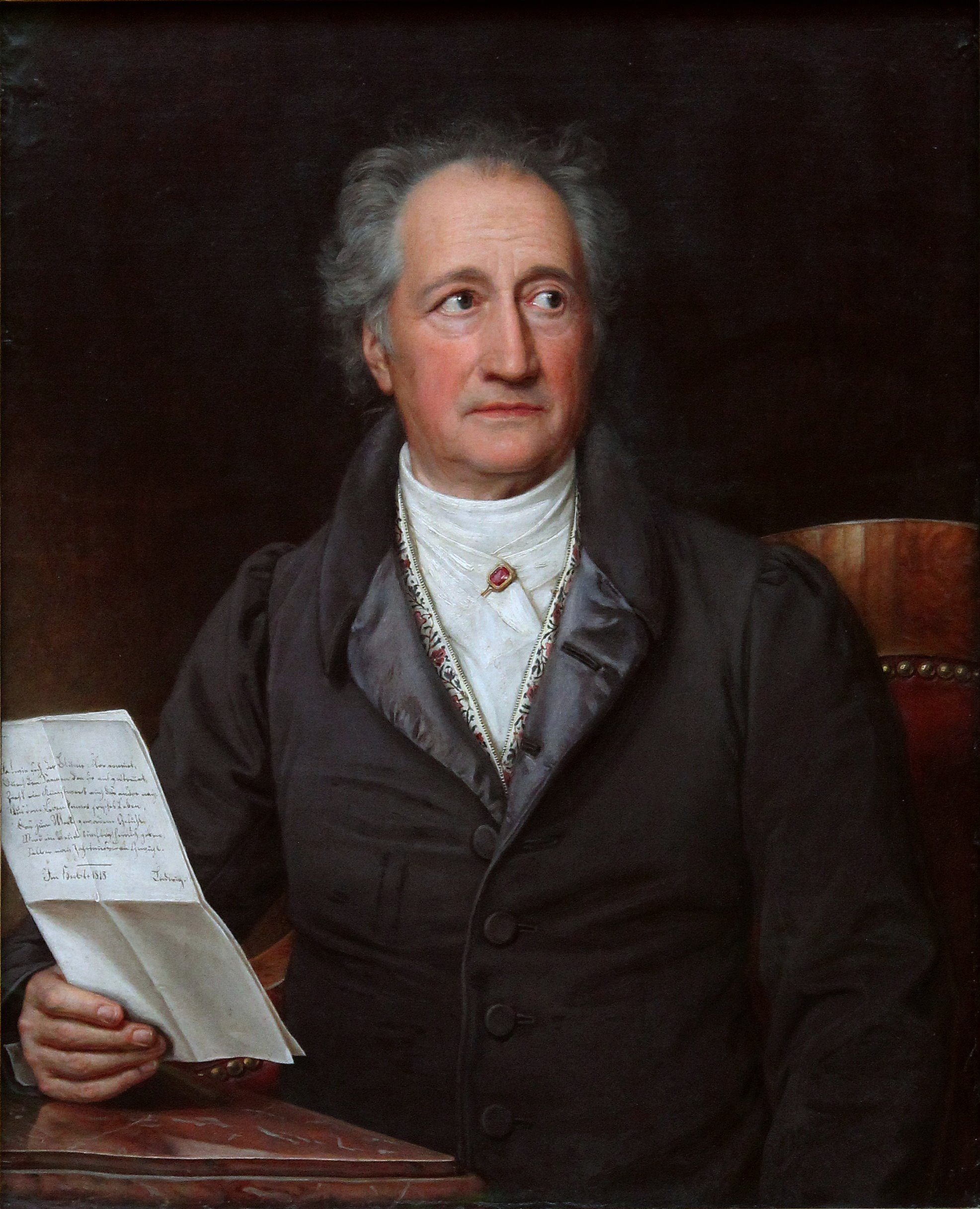
Johann Wolfgang Goethe.

En 1797 Johann Wolfgang Goethe publica La Novia de Corinto, una expresión del conflicto entre paganismo y cristianismo. Los familiares de la mujer muerta en la historia son cristianos, mientras que el joven y sus parientes son paganos. Para escribir su historia Johann Goethe se basó en un episodio del “Libro de los Prodigios” de Flegón de Tralles, un autor griego del siglo I d. C. donde se narraba la historia de Filinea, una bella joven que, tiempo después de ser enterrada, fue sorprendida en el lecho de un extranjero llamado Macates. En la versión de Goethe, que presenta algunos puntos de contacto con el argumento de “La religiosa” de Diderot, publicada en 1796, la muchacha muere de pena porque sus padres no la dejan casarse y quieren encerrarla en un convento. Para vengar la dicha arrebatada, abandona por la noche el sepulcro, se presenta en la habitación de su prometido y, tras gozar con él como jamás lo ha hecho en vida, lo vampiriza. Cuando es descubierta, la muchacha vuelve a morir y sus parientes rompen la maldición quemando su cuerpo fuera de las murallas de la ciudad.
Algunos críticos sostienen erróneamente que Goethe pudo haberse inspirado en la historia de Menipo Licio y la Empusa, referida por Filóstrato en el libro cuarto de su “Vida de Apolonio de Tiana”, obra escrita en el siglo II d. C. Según Filóstrato, un joven filósofo, que se dirige de Cencreas a Corinto, se encuentra de camino con el espectro de una bella mujer fenicia. La dama lo invita a su casa y le promete que si se queda a vivir con ella, le dará de beber el mejor vino, cantará y bailará para él y ningún mortal se atreverá a molestarlo jamás. El joven acepta la propuesta y, luego de gozar de los encantos de la muchacha, decide casarse con ella. A la boda asiste, entre otros invitados, Apolonio, que se da cuenta de que la novia es una Empusa y que todo su atavío, como el oro de Tántalo del que habla Homero, es mera ilusión; desenmascarada, la Empusa llora y desea que Apolonio guarde silencio, pero él no se deja conmover y sigue nombrándola hasta que sus vestidos, su cuerpo y la casa misma, con todo lo que contiene, se desvanecen al instante.

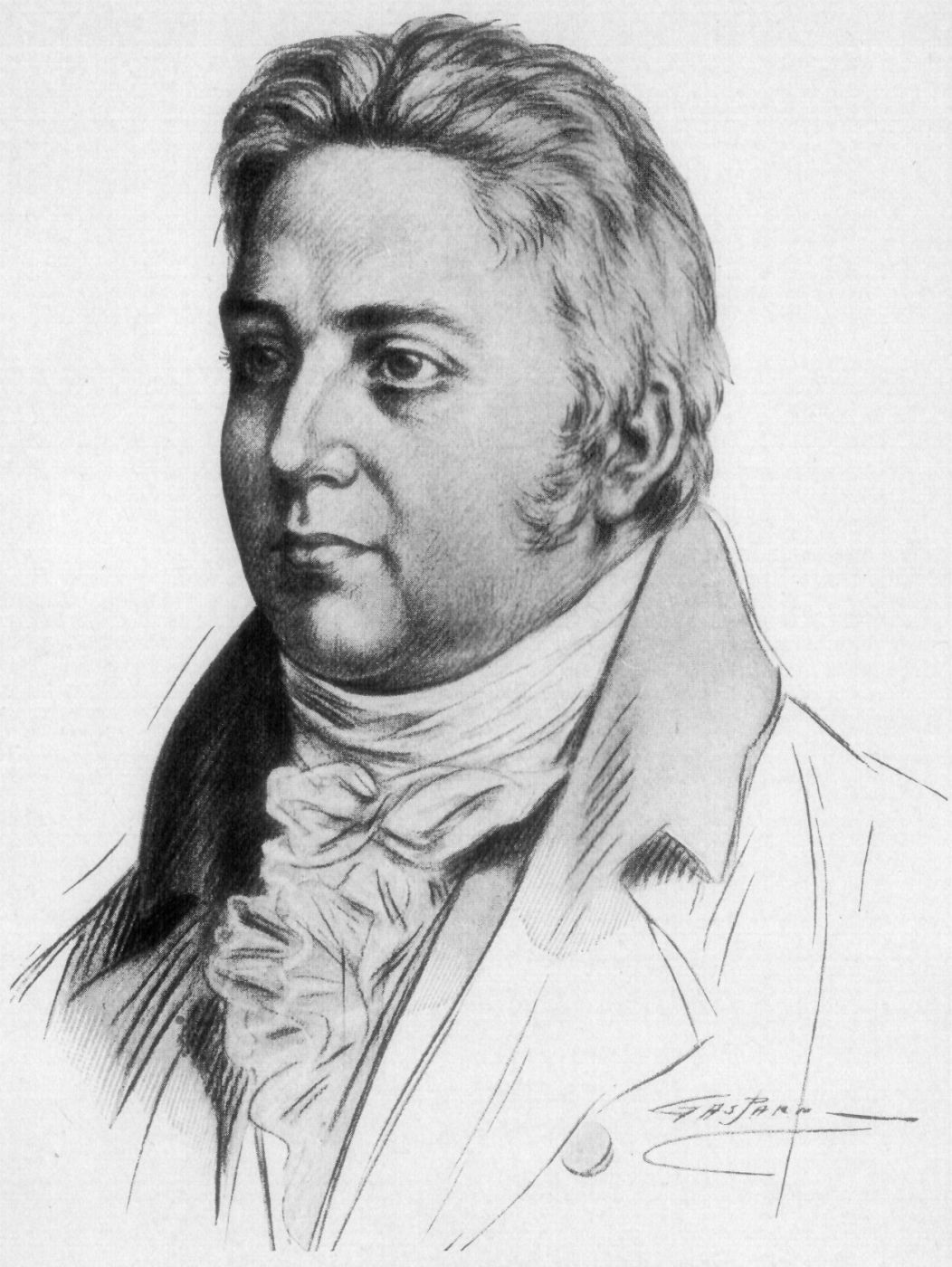
Samuel Taylor Coleridge.

Lenore de Bürger gozó de gran popularidad en Gran Bretaña hasta el punto de contar con siete traducciones, entre ellas una de Walter Scott e inspiró a Samuel Taylor Coleridge para su Christabel. Este poema de 1797 es la primera mención a los vampiros en la literatura inglesa y cuenta la historia sobrenatural de una muchacha que vive en un castillo gótico en compañía de un padre que añora a su esposa muerta. Una noche, en medio del bosque, Christabel encuentra a Geraldine, bellísima hechicera, que la convence de que la lleve a dormir a su alcoba. La joven se siente atraída por la extraña y mientras comparten el lecho, tiene un sueño en el que se ve vampirizada, al pie de un viejo roble por una mujer con ojos de serpiente. Por la mañana, su padre reconoce a Geraldine, en cuyo rostro cree descubrir a la hija perdida de un viejo amigo y se enamora de ella. Christabel, celosa de un amor que la excluye, ruega a su padre que eche a la intrusa, pero no lo consigue y acaba siendo despreciada.
Coleridge publicó “Christabel” en 1816 sin haberlo concluido. Las reseñas en los periódicos de la época fueron principalmente negativas y apuntaron, sobre todo, a la ambigua esencia de Christabel, que no se parecía a ninguna de las heroínas conocidas. Un crítico anónimo se preguntó: “¿De qué trata todo esto? ¿Cuál es la idea? ¿Lady Geraldine es una hechicera o un vampiro? ¿Es un hombre? ¿Es ella, él o eso?”. La trama, con sugerencias de lesbianismo e incesto dejó, sin embargo, una profunda huella en la literatura inglesa del siglo XIX, como puede verse en “Carmilla” de Joseph Sheridan Le Fanu. La influencia de Coleridge sobre la narrativa vampírica se hizo sentir también a través de su famosa “Rima del viejo marinero”, incluida en el libro Baladas líricas que editó junto a William Wordsworth y Robert Southey, de la que se ha dicho que inspiró a Bram Stoker el viaje en barco de Drácula desde Turquía hasta las costas de Inglaterra.

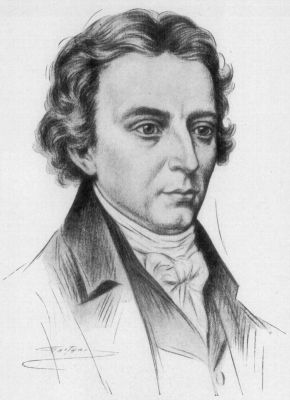
Robert Southey, poeta inglés

Si bien Robert Southey, compuso su monumental poema épico Thalaba el Destructor, posteriormente a Coleridge (1797-1800), lo publicó antes. Oneiza, la amada muerta de Thalaba, el protagonista, se convierte en una vampira, aunque semejante suceso es secundario a la trama principal. Southey cuenta cómo el héroe penetra en la bóveda de su esposa Oneiza, durante una medianoche de tormenta, acompañado de su suegro. En un resplandor de azufre ve levantarse a la difunta del sarcófago, con las “mejillas lívidas”, los “labios azules” y “un terrible brillo en la mirada”. Aunque cuenta con un anillo mágico que le confiere poder sobre los muertos, Thalaba está a punto de sucumbir a su hechizo, cuando el padre de la joven atraviesa el “cadáver del vampiro” con una lanza. Según consigna el propio Southey en su edición anotada del poema, la escena se inspira en “Viaje al Levante” de Tournefort y en el famoso caso del vampiro Arnold Paole referido por el abate Calmet.

### El siglo XIX

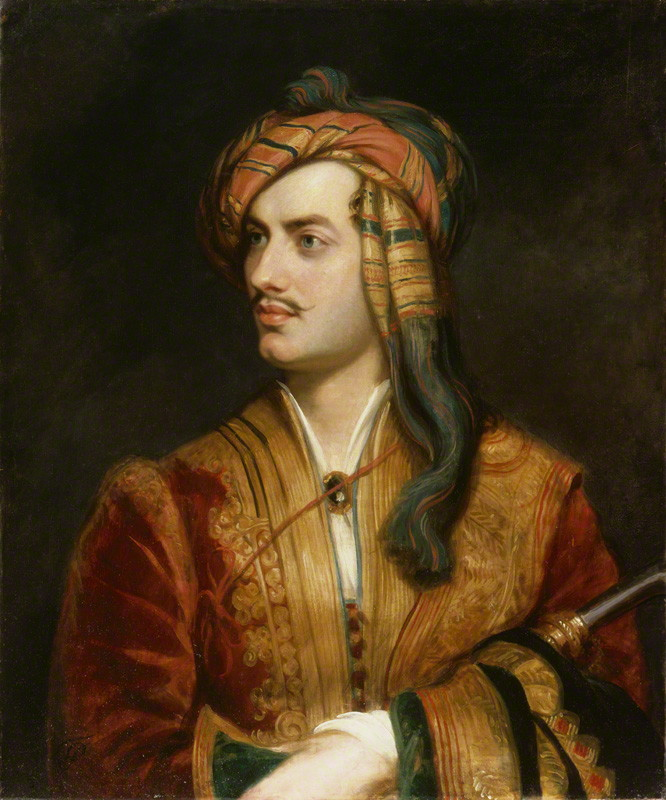
Lord Byron en traje albanés, pintado por Thomas Philips en 1813.

Durante el cambio de siglo continúan publicándose baladas góticas que utilizan la figura del vampiro. En su poema épico El Giaour, fragmento de un cuento turco (1813) Lord Byron alude al vampiro como figura trágica condenada a beber la sangre y a destruir la vida de sus seres queridos. Es posible que se basara en el poema recientemente publicado de Robert Southey.
But first, on earth as vampire sent,
Thy corse shall from its tomb be rent:
Then ghastly haunt thy native place,
And suck the blood of all thy race;
There from thy daughter, sister, wife,
At midnight drain the stream of life;
Yet loathe the banquet which perforce
Must feed thy livid living corse:
Thy victims ere they yet expire
Shall know the demon for their sire,
As cursing thee, thou cursing them,
Thy flowers are withered on the stem.
Pero la mayor contribución de Byron a la historia del género vampírico tuvo menos que ver con su obra literaria que con la dramatización de su vida. Una noche de verano de 1816, mientras pasaba una temporada en Villa Diodati cerca del lago Ginebra, acompañado de Percy B. Shelley, Mary Godwin, Claire Clairmont y especialmente John William Polidori , su biógrafo, secretario y médico privado, Byron desafió a los presentes a escribir una historia de fantasmas. El juego tuvo como consecuencia que el propio Byron terminara por convertirse, en virtud de una serie de equívocos y desplazamientos, a la vez en autor apócrifo y protagonista auténtico del primer cuento de vampiros de la literatura europea. La historia de Byron, que dejó inacabada, era un enigmático relato sobre el misterioso destino de un aristócrata llamado Augustus Darvell en su viaje a Oriente.
	John William Polidori tomó este relato de Byron y lo extendió y completó, constituyendo la base de El Vampiro (1819). La propia vida decadente de Byron se convirtió en el modelo del protagonista no muerto, Lord Ruthven, que muestra los rasgos del vampiro romántico: un atractivo aristócrata de astucia y encanto malignos, una criatura de tez pálida y hábitos nocturnos. En contraste, el vampiro del folklore popular era un monstruo horrible, hinchado de sangre, y nada atractivo. Supuestamente Polidori habría tomado el nombre de Lord Ruthven de la novela Glenarvon, de Lady Carolina Lamb.
	No obstante la moda de los vampiros no comienza a extenderse en Inglaterra hasta unas décadas después a raíz del éxito y difusión de la obra de Charles Nodier. Entre las muchas publicaciones populares cabe destacar el penny dreadful, o folletín por entregas de Varney el Vampiro o El Festín de Sangre (1845), obra de autor discutido, que durante dos años prolongó sus sangrientas aventuras en 109 entregas semanales y 220 capítulos. El protagonista vampírico, Sir Francis Varney, es el primer vampiro literario que adopta la escena clásica de entrar por una ventana para beber la sangre de una joven dormida. Durante el resto del siglo XIX los escritores ingleses siguieron contribuyendo al género en La verdadera historia de un vampiro (1894) donde el conde Eric Stenbock realiza una parodia de Carmilla. La buena Lady Ducayne de Mary Elizabeth Braddon (1896) asocia el género con la técnica de las transfusiones de sangre.
Charles Nodier, precursor del romanticismo y que tradujo al francés el relato de Polidori, escribió una secuela no autorizada de la historia titulada Lord Ruthwen ou les Vampires (Lord Ruthven o Los Vampiros) (1820), un melodrama teatral escrito bajo el seudónimo de Cyprien Bérard. Esta versión tuvo una gran popularidad en gran parte de Europa y convirtió al vampiro en la figura de Lord Ruthven en personaje de comedias, ballets, óperas y otros espectáculos como el Polichinela vampiro estrenado en el Circus Moris en 1822; relacionado con el auge paralelo del vaudeville, en el período posterior a la Restauración postnapoleónica. También sería adaptado al inglés por James Planché como El Vampiro o la Novia de las Islas (1820), ambientado en Escocia o en la ópera alemana Der Wampyr del compositor Heinrich Marschner, que situó la historia en Valaquia. Charles Nodier había vivido durante un tiempo en Liubliana, capital de las Provincias Ilíricas (actual Eslovenia), donde había conocido varias leyendas eslavas. A su regreso a París tras la caída de Napoleón Bonaparte, se ocupó de difundirlas a título de curiosidad en un pequeño volumen titulado Infernaliana en 1822.
La moda de los vampiros en Francia debe mucho a la Disertación del abad Calmet, un ensayo sobre los rumores sobre vampirismo y muertos vivientes de Europa Central y Oriental aparecido en 1746. Prosper Mérimée publica en 1827 La Guzla, un volumen recopilatorio de leyendas con un capítulo dedicado al vampirismo. Théophile Gautier describe en La muerta enamorada (1836) a la mujer vampiro como una mujer fatal, un elemento reiterado en poemas y escritos posteriores. Otro autor francés que se une a la moda del género es Alexandre Dumas padre, presente en el célebre estreno del Vampiro de Nodier y Carmouce en el Théâtre de la Porte Saint-Martin en 1820. Dumas padre publica en 1849 La dama pálida, donde describía un castillo situado en los montes Cárpatos, habitado por un vampiro en el marco de una historia novelesca, que perdería varios fragmentos en sucesivas reimpresiones.
En 1865 Paul Féval publica La vampira, basada en un relato anterior de 1825 del barón de Lamothe-Langhon. En la novela de Féval se mezclan hechos históricos con las peripecias de una extraña mujer que se desdobla para disimular su vampirismo. Féval continúa tratando el tema en otros relatos como El Caballero Tenebroso (1860),  La Ciudad de los Vampiros (1867) Por su parte Guy de Maupassant escribió en 1876 El Horla cuya historia se ambienta con la presentación de un caso clínico, que en la incipiente ciencia psiquiátrica el siglo XIX comienza a ser considerado como un síntoma de perturbación mental. Marie Nizet en El capitán vampiro, muestra a un oficial ruso, Boris Liaotukine, como vampiro.

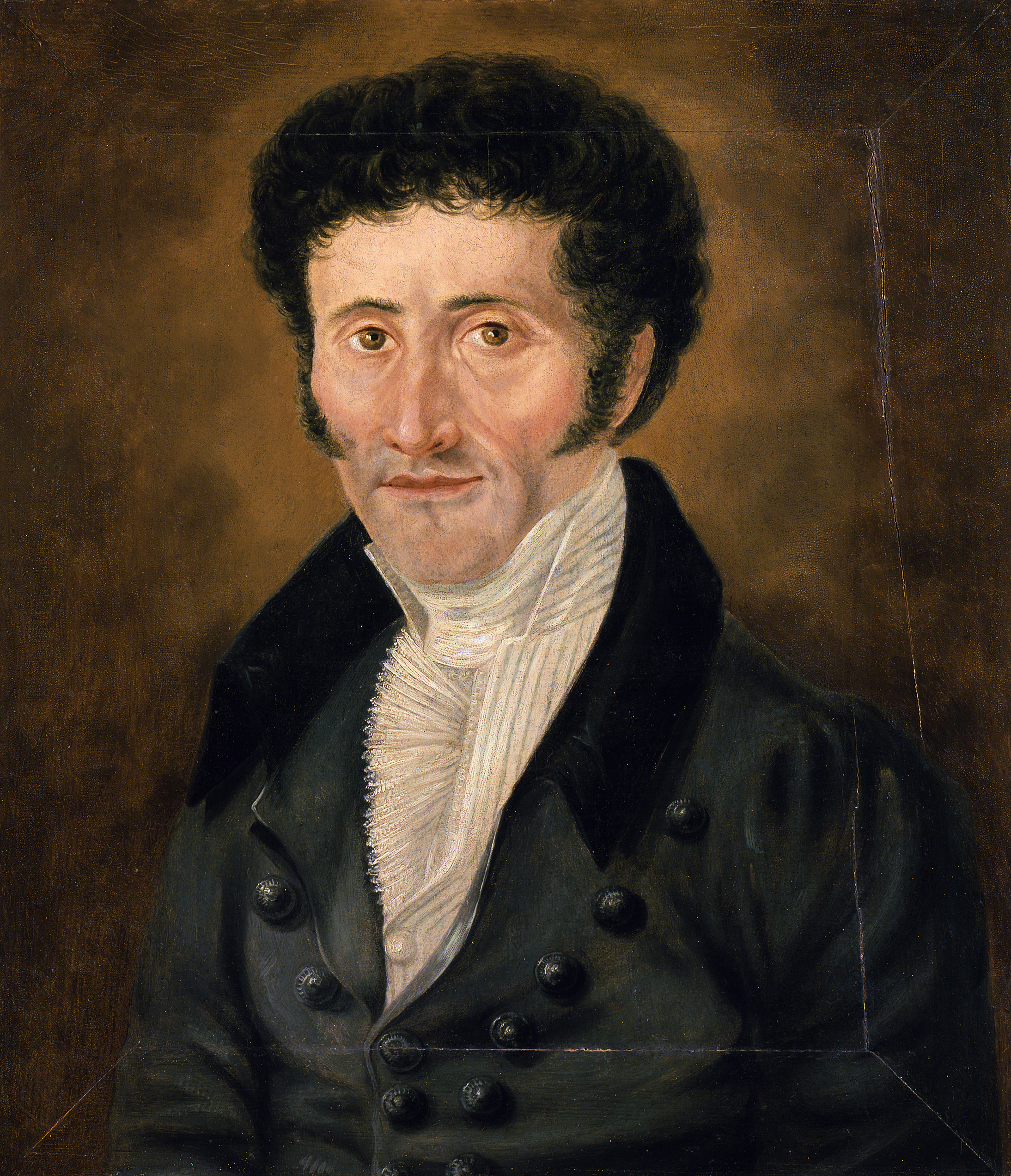
E.T.A. Hoffmann.

El romanticismo alemán también utiliza la figura del vampiro, representado en el relato de E. T. A. Hoffmann, titulado Vampirismo (1819), incluido en una antología y Deja a los muertos en paz (1823) de Ernst Salomo Raupach. Por su parte Ludwig Ritter escribe El vampiro o La novia muerta, basado en la adaptación de Charles Nodier de El Vampiro de Polidori. En 1884 Karl Heinrich Ulrichs escribe Manor, en la que por primera vez el vampirismo aparece como una metáfora directa de la homosexualidad masculina.
La moda del vampirismo literario también se extiende a los Estados Unidos en el siglo XIX. El relato estadounidense más antiguo es The Black Vampyre: A legend of St. Domingo (1819), escrito bajo seudónimo y posiblemente en reacción a la popularidad de El vampiro de Polidori. Se trata de un relato curioso, de estilo cómico y con un fondo abolicionista de la esclavitud. También posee la peculiaridad de que es el primer relato en el que aparece un vampiro negro. Sin embargo, se trata de un relato excepcional, y la mayoría de las historias de vampiros de Estados Unidos se decantan por la figura de la mujer vampiro que regresa de la tumba. Entre estos relatos destaca Berenice de Edgar Allan Poe (1835). En El Misterio de Ken (1883) Julian Hawthorne traslada la leyenda a Irlanda, asociándola con el mito de La Llorona, muy popular en México y en el sur de los Estados Unidos. Francis Marion Crawford utiliza el tema de la novia difunta en Italia, vinculando al vampiro con la idea de una sustancia maldita, inaprensible y sin contornos.

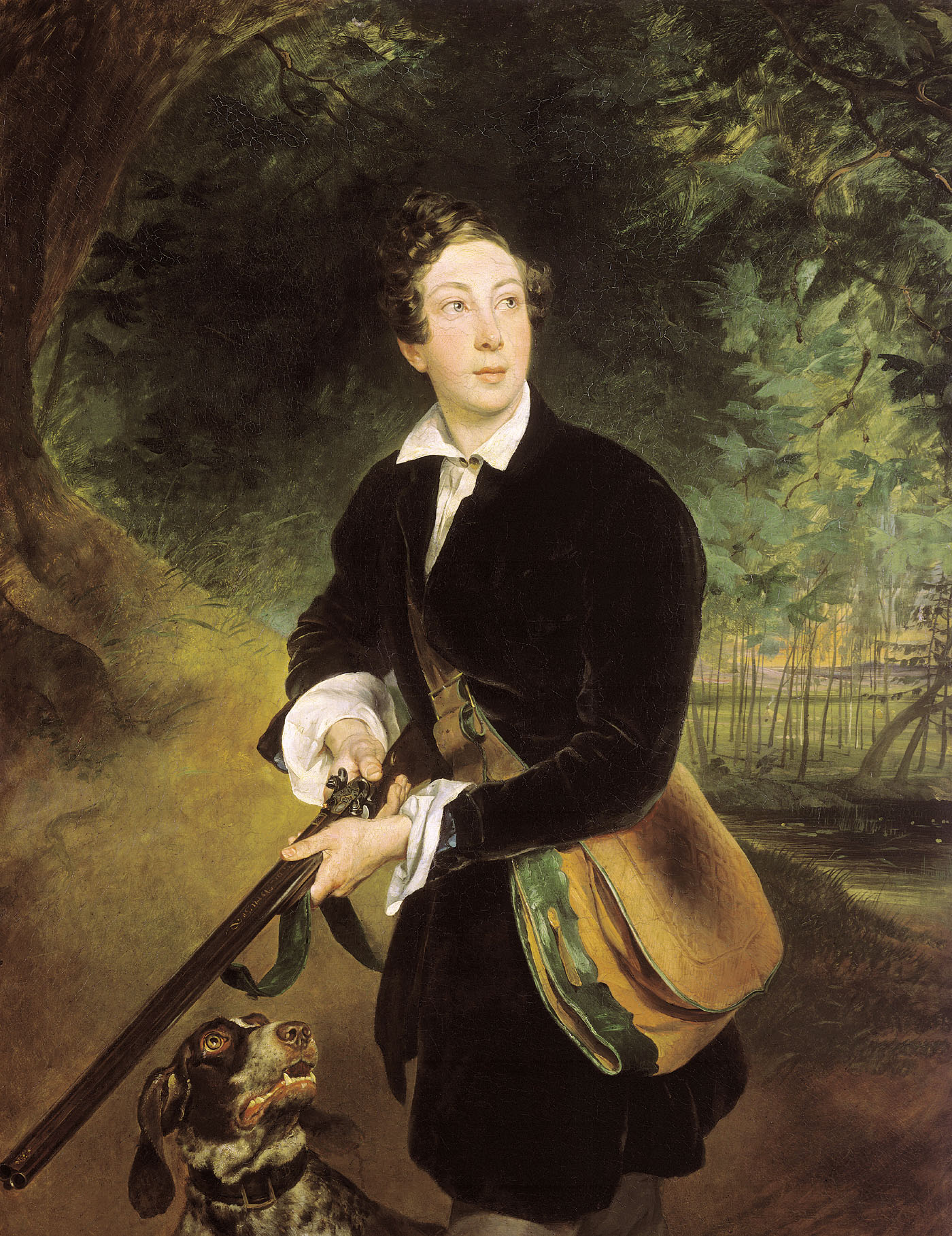
Retrato de Alekséi Konstantínovich Tolstói.

En los países de Europa Oriental, el mito del vampiro también es tratado por varios autores, en el marco de la recuperación folklórica producida por la efervescencia nacionalista del siglo XIX, aunque estos relatos literarios raramente trascienden sus fronteras. Destaca el autor serbio Milovan Glišic. En 1835 el ruso Nikolái Gógol publica El Viyi, tomando muchos elementos del folklore de su país, presentando la ignorancia y la pobreza como causa de la superstición. El relato de Alekséi Konstantínovich Tolstói, Upiros, fechado en 1841, es una farsa cruel y apocalíptica de la aristocracia rusa, cuyos miembros decrépitos viven de baile en baile, celebran orgías criminales en la soledad de sus castillos y se nutren de la sangre de sus hijos. También escribió La familia del vurdalak, que aunque adopta los rasgos del relato de terror, no puede abstraerse de ciertos elementos paródicos.
Sin embargo, los elementos decisivos y la fama que configuran el género vampírico tradicional proceden de autores irlandeses. El primer autor irlandés que contribuye al género es Charles Maturin que publica Melmoth el errabundo (1820) con influencias de Goethe y Byron. Melmoth no es un vampiro tradicional, sino más bien un ser inmortal angustiado por la carga de los años, y que está inspirado en la figura legendaria del Judío Errante.
Entre los autores irlandeses también destaca Joseph Sheridan Le Fanu, autor de relatos sobrenaturales y en especial su novela Carmilla aparecida entre 1871-1872 en una revista londinense, un relato cargado de fascinación erótica lésbica y que motivaría sucesivas adaptaciones cinematográficas en el siglo XX, convirtiéndose en uno de los relatos más famosos y conocidos del género.
El relato de “Carmilla” está ambientado en el ducado de Estiria, que recoge la experiencia de una joven aristócrata que es seducida paulatinamente por una mujer vampiro que bebe lentamente la sangre de sus víctimas hasta matarlas. El tono erótico contiene una carga sexual muy sutil, mostrando que la no muerta está encadenada a su pasión prohibida de la misma forma que al deseo de sangre. El relato, aparte de estar ambientado como un testimonio personal de la protagonista, posee varios elementos extraídos del folklore popular, como los amuletos contra los vampiros, el horario nocturno o la estaca utilizada para acabar con su vida. Una novedad introducida en el relato, y que en ocasiones será utilizada en el género cinematográfico, es que Carmilla está obligada a utilizar su nombre con todas sus letras, aunque tenga que cambiarlo para ocultar su identidad: Carmilla-Mircalla-Millarca.

#### Drácula

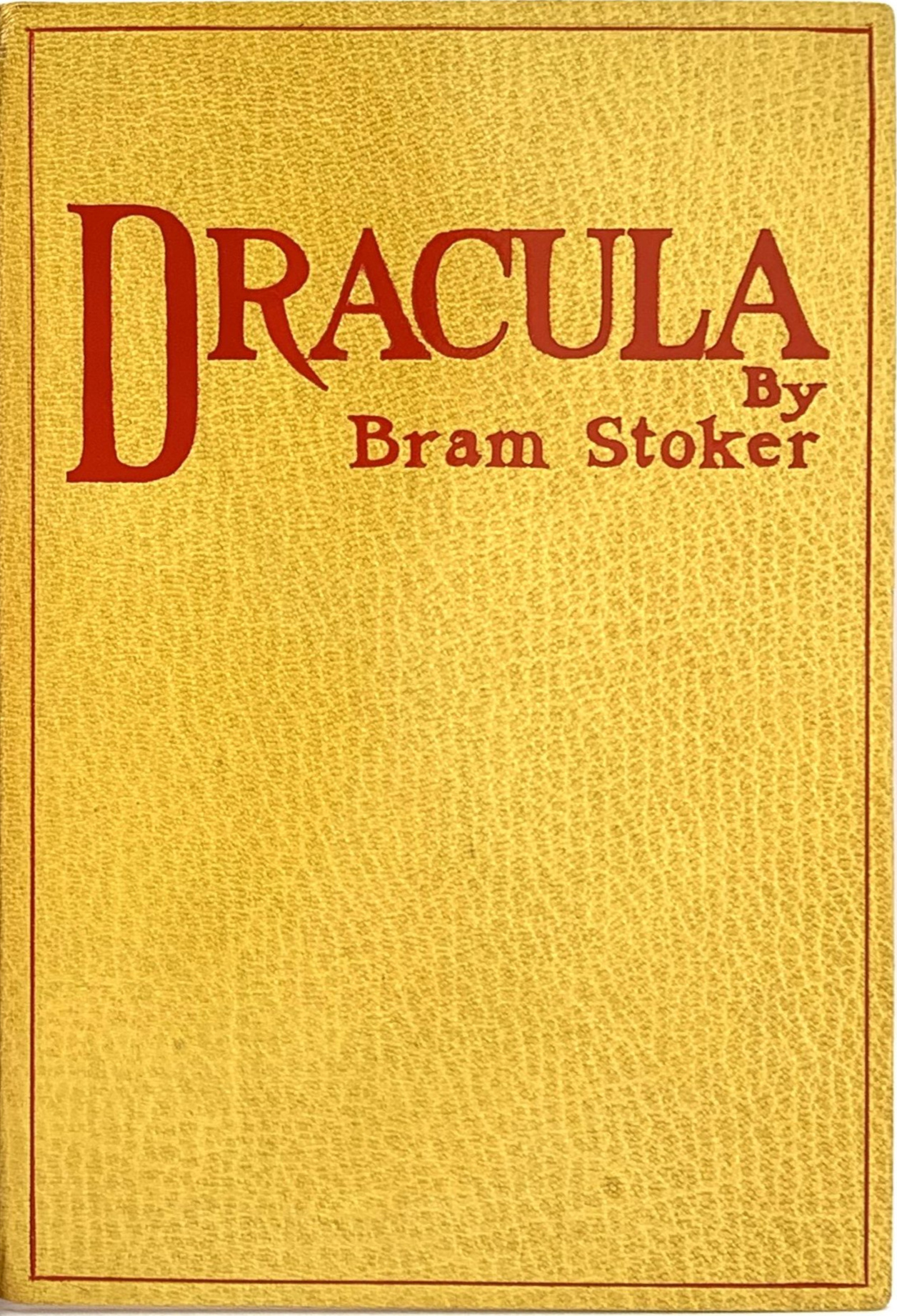
Portada de la primera edición de Drácula de 1897.

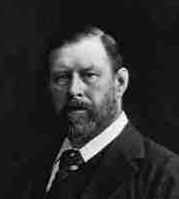
Bram Stoker.

Drácula (1897) del autor irlandés Bram Stoker ha sido considerada como la obra cumbre de la literatura de vampiros, reuniendo en sí muchos elementos de las obras vampíricas del siglo XIX en un conjunto coherente y unificado. En la novela el vampirismo es tratado como una enfermedad sobrenatural (una especie de posesión demoníaca contagiosa), con insinuaciones eróticas, sangre, muerte y un estilo marcadamente victoriano, donde enfermedades como la tuberculosis y la sífilis eran muy conocidas y temidas. Una década antes, en 1888, Jack el destripador y sus asesinatos de prostitutas habían creado un ambiente muy proclive a los relatos sangrientos.
El nombre del Conde Drácula (al que Stoker había pensado inicialmente llamar Conde Wampyr o Conde de Ville, pero lo desechó por demasiado obvio), fue inspirado por un personaje real e histórico, Vlad III Draculea, también conocido como Tepes (El Empalador), un destacado voivoda valaco del siglo XV. Sin embargo, el personaje literario de Stoker posee varias diferencias importantes. No es un noble valaco, sino szekler, y su castillo está situado en el Paso del Borgo en Transilvania, y no en Curtea de Arghes, en Valaquia, donde gobernó. Stoker introdujo en su novela abundantes referencias folklóricas, como el horario nocturno, la tierra profanada, y aportó otros elementos de su cosecha, relacionando al vampiro con los murciélagos bebedores de sangre de Sudamérica.
Stoker se inspiró en muchas obras vampíricas anteriores, como Carmilla, en varios mitos y leyendas de Europa Oriental así como el personaje histórico del voivoda valaco. Como el autor Le Fanu, creó seductoras mujeres vampiro como Lucy Westenra.
En la novela también aparece una gran aportación al género vampírico: el cazador y experto en vampiros Abraham Van Helsing, que junto con Drácula se convertirá en un arquetipo de personajes similares en el género.
Concluida la novela en 1897, Stoker la envió a su hermana, que la consideró “espléndida”. Pronto se convirtió en un rotundo éxito literario, adaptándose poco después al teatro y al cine.

### ElsigloXX
Sobre todo tras la publicación de “Drácula”, la figura del vampiro se convierte en un elemento de referencia de la literatura de terror, sobre todo a partir de su difusión popular en el teatro y el cine, pero trascendiendo más allá hacia otros géneros literarios como la ciencia ficción, fantasía, etc. Resulta poco menos que imposible hacer un repaso exhaustivo de los numerosos relatos, novelas y cuentos sobre vampiros surgidos durante el siglo XX, ya sea como figura principal o elemento secundario de la trama, aunque se pueden destacar algunas figuras y obras importantes:
Una de las primeras asociaciones del vampirismo con la ciencia ficción es El prisionero del planeta Marte (1908) y su secuela La guerra de los vampiros (1909), obra del autor Gustave Le Rouge, donde se describe una raza de marcianos humanoides con alas de murciélago y que beben sangre.
Howard Phillips Lovecraft situó el vampirismo en muchos de sus relatos, ya sea como característica de sus criaturas de otros mundos o como parte de rituales de magia póstuma en El caso de Charles Dexter Ward y en La Tumba. En 1926 Lovecraft publicó El extraño, el primer relato en el que el vampiro es a la vez personaje y narrador.
Otro ejemplo destacado en la literatura vampírica de ciencia ficción es Soy Leyenda (1954) del autor estadounidense Richard Matheson, en la que el protagonista Robert Neville sobrevive en la ciudad de Los Ángeles, en un mundo afectado por una plaga que lenta pero irremediablemente ha aniquilado a la humanidad. Poco después los muertos reviven como vampiros pero sin sed de sangre, y solo algunas de las convecciones folklóricas funcionan contra ellos. Las criaturas no pueden exponerse al sol, sienten aversión al ajo y pueden ser eliminadas mediante estacas de madera. Finalmente Neville se encuentra con una muchacha superviviente que logra atravesar su desconfianza y que provoca que el protagonista sea capturado por los vampiros, que han comenzado a reconstruir la civilización desde sus propias peculiaridades. En el mundo nuevo de los vampiros no hay lugar para Robert Neville, que pertenece a otro tiempo y que es considerado un monstruo, una leyenda que los vampiros deben destruir para seguir adelante.
Durante la segunda mitad del siglo XX el género vampírico continúa, evolucionando pero al mismo tiempo aferrándose a sus clichés tradicionales. Destaca la saga romántica-gótica de Barnabas Collins (1966-1971) de la autora Marilyn Ross, vagamente basada en la serie de televisión Dark Shadows emitida por los mismos años. Los vampiros de esta saga son representados como héroes trágicos en lugar de monstruos tradicionales.

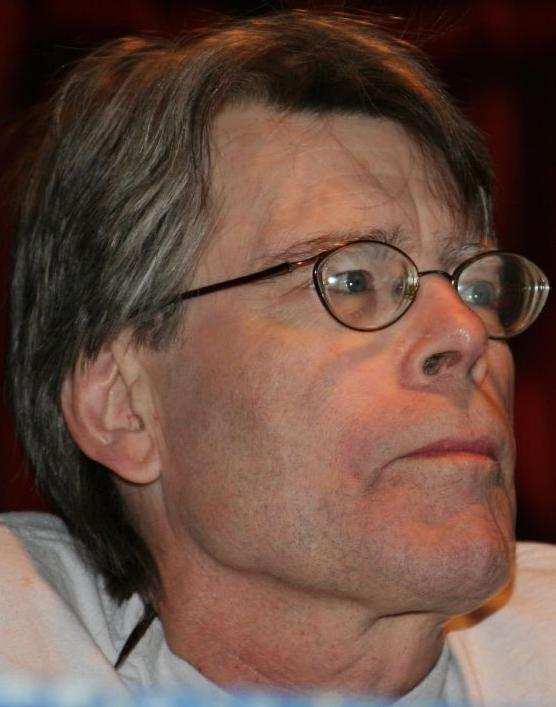
Stephen King.

En 1975 sale al mercado El misterio de Salem's Lot, uno de los principales éxitos comerciales de Stephen King, considerado uno de los maestros de la literatura de terror. En principio se trata de una historia de vampiros de corte clásico, con evidentes paralelismos con Drácula, incluyendo una lúgubre y fantasmagórica mansión, un no muerto auténtico y desapariciones en medio de una tranquila ciudad de la Costa Este de Estados Unidos. En 1977 el autor escribió un relato corto titulado “Una para el Camino”, en el que un matrimonio y su hija quedan atrapados en el coche por causa de la nieve en Jerusalem´s Lot.
	Otras novelas de Stephen King, aunque no directamente relacionadas con los vampiros, sí tienen un marcado o sutil contenido vampírico como “Los Tommynockers”, en la que unas criaturas de origen extraterrestre se apoderan lentamente de los cuerpos de los seres humanos.

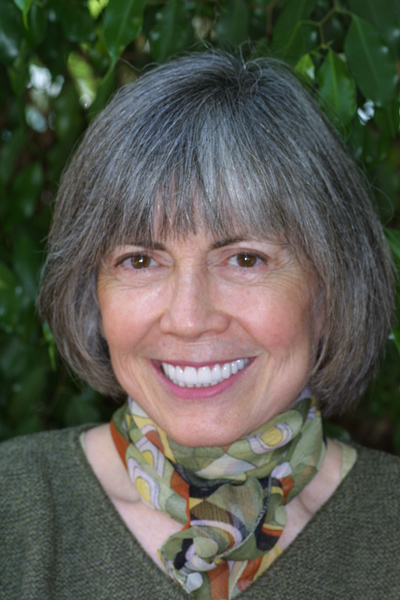
Anne Rice.

La humanización definitiva del vampiro se produce en la popular saga de Las Crónicas Vampíricas (1976-2003), una serie de novelas de la autora Anne Rice de Nueva Orleáns. En 1969 escribió un relato breve titulado Entrevista con el vampiro (también traducido como Confesiones de un vampiro), que convertiría en novela en 1973 y se convertiría en otro de los clásicos de la literatura de vampiros. En la primera novela, su protagonista Louis refleja el dolor de su larga existencia. En principio el libro fue rechazado por varias editoriales y no sería publicado hasta 1976, convirtiéndose en un rotundo éxito de ventas. Posteriormente, y a raíz de este éxito, Anne Rice continuaría publicando el resto de las novelas de la saga, presentando a nuevos personajes en los que destaca el caprichoso Lestat de Lioncourt, que acaba absorbiendo el protagonismo de la saga. Al mismo tiempo la autora publica otros relatos independientes sobre vampiros, concluyendo la saga con la publicación de Cántico de sangre (2003). Desde el año 2014 ha vuelto a retomar la saga con una serie de novelas con Lestat como protagonista.
Entrevista con el vampiro es una narración muy interesante debido a la exploración psicológica de la psique del personaje principal, así como la sugerencia de ambigüedad sexual y homoerotismo que se extiende por todo el relato, con diversos detalles sobre la naturaleza de los no muertos, sus miedos y su irrefrenable eternidad, que los lleva a la locura y el desaliento. Y todo contado en forma de una entrevista que un joven periodista le hace a Louis, el narrador vampiro.
El ansia (1981) de Whitley Strieber incluye los elementos de la sexualidad transgresora y examina la biología de los vampiros, sugiriendo que sus capacidades especiales son el resultado de las propiedades físicas de su sangre, sugiriendo que los vampiros son una especie separada que evolucionó de forma paralela a los humanos. Esta novela cuenta la historia de una antigua vampira, que alimentándose de la sangre de sus víctimas consigue sobrevivir hasta las noches actuales. Esta criatura vampiriza a sus amantes, que tras varios siglos comienza a envejecer rápidamente, por lo que la vampira los momifica y encierra en ataúdes.

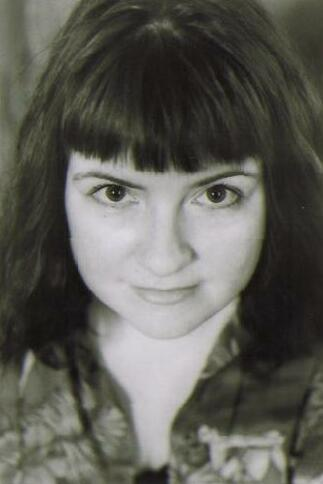
Poppy Z. Brite.

En la saga del Necroscopio (1986) de Brian Lumley, el autor mezcla a los vampiros con elementos de ciencia ficción y de los mitos de Cthulhu. El protagonista, Harry Keogg es un Necrocospio, una persona capaz de comunicarse con los muertos, que durante la guerra fría trabaja para los servicios secretos británicos contra los soviéticos. Los vampiros de la saga son parásitos alienígenas, procedentes de una extraña dimensión, que poco a poco se apoderan del cuerpo y mente de sus víctimas, proporcionándoles extraños poderes mentales y la capacidad de manipular la carne y los tejidos.
Brian Stableford en su novela El imperio del miedo (1988), establece un mundo ucrónico, en el siglo XVII. Los vampiros han creado un orden feudal en Europa, gobernando como señores absolutos. El científico Noell Cordery estudia los orígenes del vampirismo, lo que termina provocando una revolución social. En el epílogo, ambientado a finales del siglo XX, uno de los protagonistas hace una reflexión sobre la inmortalidad y sobre la evolución del mundo a partir del descubrimiento de Cordery.
El alma del vampiro (1992) de Poppy Z. Brite revisita los elementos del género. Los vampiros de Brite son criaturas amorales y depredadoras, una especie que parasita a la raza humana pero separada de ella y que con el paso del tiempo se ha ido pareciendo cada vez más, hasta el punto de poder moverse bajo la luz del sol, aunque manteniendo la sed de sangre y su longevidad.
En su saga Anno Dracula (1992) el autor Kim Newman también introduce el vampirismo en un mundo ucrónico, en el que el Conde Drácula ha triunfado en su viaje a Inglaterra en 1897, tomando el control de la monarquía británica, y los vampiros pasan abiertamente a formar parte de la sociedad. La saga continúa en varios libros posteriores, haciendo guiños a los clásicos literarios y cinematográficos del género.
Una trama bastante recurrente ha consistido en mezclar el vampirismo con relatos de misterio, suspense e intriga como en Cazadores Nocturnos (1988) de Barbara Hambly o La saga de la sangre de Tanya Huff (1991-1997).

### ElsigloXXI
La literatura de vampiros continúa con buena salud con el cambio de siglo, con aportaciones nuevas y bizarras cada año, aunque el género comienza a acusar las consecuencias de una sobresaturación. Muchas series han incluido a los vampiros como protagonistas o elementos de la trama, ya sea en la ciencia ficción, la fantasía, el romance, el erotismo, etc.
Las novelas de suspense y vampiros son quizás la parte del género más recurrente, destacando en este siglo la serie fantástica de Harry Dresden (2000-) de Jim Butcher y la saga de Sookie Stackhouse (2003-) de Charlaine Harris, que introduce elementos cómicos y paródicos. 
En el campo de literatura juvenil la literatura de vampiros a menudo ha abordado el tema del romance sobrenatural, que muestra las relaciones amorosas entre vampiros y humanos. Normalmente en este tipo de literatura la figura del vampiro aparece especialmente humanizada y despojada de la mayor parte de los rasgos monstruosos y transgresores que lo caracterizan. Darren Shan escribió una serie de doce libros (2000-2004) sobre un niño del mismo nombre que el autor que se convierte en ayudante de un vampiro. Stephenie Meyer creó una serie sobre una adolescente llamada Bella Swan y su novio vampiro Edward Cullen; Crepúsculo, iniciada en 2005. Ellen Schreiber creó otra serie adolescente sobre Raven Madison y su novio Alexander Sterling, también el mismo año. En el 2008 Claudia Gray inicia la Saga Medianoche que se basa en la relación entre Bianca Olivier y Lucas Ross. Por otra parte, también se encuentra Christine Feehan, autora de la saga oscura (de unos quince libros) como por ejemplo "El príncipe oscuro" en donde la protagonista es una joven llamada Raven y se va a la región de los Carpatos, sin saber que se encontraría con un enigmatico hombre que poco a poco se apodera de su vida. 
Juegos de rol como Vampiro: la mascarada, Ravenloft o Warhammer también han inspirado novelas sobre vampiros, aunque siempre destacando el contexto del juego y no tanto el vampirismo en sí.
Låt Den Rätte Komma In (“Déjame entrar”) (2004) es una novela de terror del autor sueco John Ajvide Lindqvist, que ha encontrado buenas críticas y describe la relación entre un niño de 12 años y una niña vampira de 200 años y que tiene lugar en un suburbio de Estocolmo.
La novela de Peter Watts Blindsight (2006) también ha explorado un origen científico para los vampiros, describiéndolos como una rama evolutiva de la humanidad que no se han convertido en la especie dominante del planeta debido a un obstáculo en su desarrollo que los ha hecho vulnerable a la geometría euclidiana.
El Conde Drácula también continúa inspirando novelas tradicionales del género como La historiadora (2005) de Elizabeth Kostova o Fangland (2007) de John Marks. En el año 2009 fue publicada la novela Drácula, el no muerto, una secuela de Drácula, obra de Dacre Stoker, descendiente de Bram Stoker, en colaboración con Ian Holt, un estudioso de la figura literaria del vampiro.
La saga de ciencia ficción de George Willson The Fempiror Chronicles (2009-actualidad) también ha explorado un ángulo científico para los vampiros, convirtiéndolos en una raza de guerreros modificados genéticamente. El "Fempiror" original no bebía sangre, pero la mutación derivada de él adquirió esa característica.
El autor Oliviu Craznic de Rumania (Eurocon 2012 Encouragement Award), publicó en el año 2010 una novela de vampiros que ganó el Premio Nacional de Literatura Visul (El Sueño), el Premio Galileo Science Fiction&Fantasy y el Premio Proliteratura. La novela se titula ...Si la sfarsit a mai ramas cosmarul (...y al final la pesadilla sobrevivió). La novela, narrada en un escenario histórico, cuenta la historia del noble Arthur de Seragens, que asiste a una boda en un castillo en el que se ve atrapado en una red de locura y crímenes, a medida que los invitados mueren a su alrededor, asesinados por un enemigo inhumano.

## La literatura de vampiros en el mundo iberoamericano.

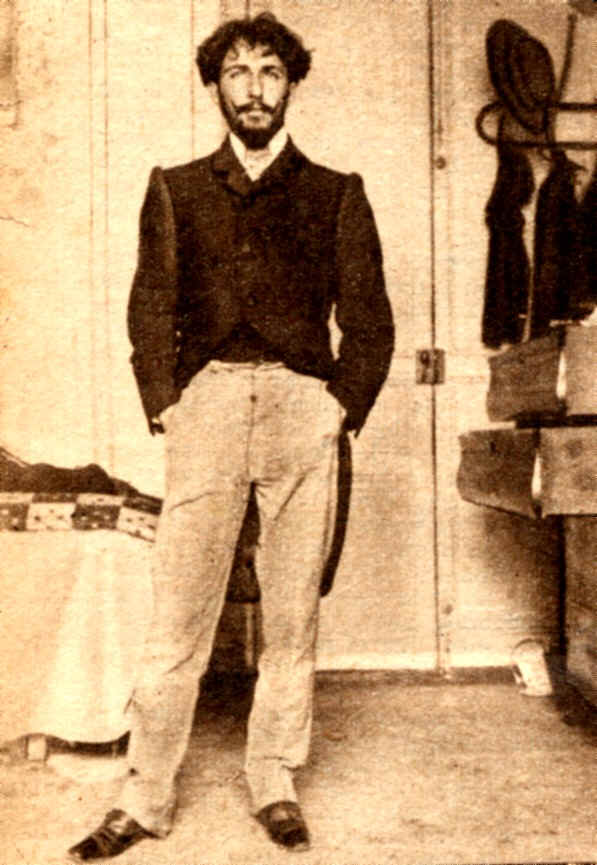
Horacio Quiroga.

La península ibérica no es afectada por la "fiebre del vampirismo" del siglo XVIII, y por lo tanto, salvo la respuesta de algunos autores ilustrados, como el padre Benito Jerónimo Feijoo, denunciando la existencia de los vampiros como un fraude, el tema no encuentra un eco excesivo en la literatura española y portuguesa, y por extensión, iberoamericana. En conjunto, el vampirismo iberoamericano es realista y racionalista en un marco esotérico, y solo en las últimas décadas han comenzado a extenderse historias que imitan otros modelos sobrenaturales.
Ya avanzado el siglo XIX, y debido a la influencia del romanticismo y otras corrientes artísticas europeas, algunos autores incluyen la figura del vampiro de forma muy dispersa y ocasional en sus obras. En 1883, el escritor romántico venezolano Julio Calcaño escribe  Tristán Cataletto, uno de los primeros ejemplos de literatura vampírica en lengua española. El nicaragüense Rubén Darío trata el tema en Thanatopía (1893). La escritora gallega Emilia Pardo Bazán escribe Vampiro (1901), un relato corto en el que un aristócrata setentón se casa con una joven para recuperar la salud y la juventud perdida, absorbiendo su vitalidad hasta matarla. Siguiendo el patrón de un caso médico el autor peruano Clemente Palma cuenta una historia de un joven aquejado por una extraña enfermedad en Las vampiras (1913). También merece la pena destacar al autor uruguayo Horacio Quiroga, quien entre sus cuentos y relatos de terror incluye en ocasiones vampiros o temas vampíricos como en El almohadón de plumas (1905), El vampiro (1927) y otros relatos. 

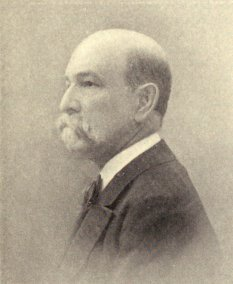
Julio Calcaño.

El autor gallego Alfonso Castelao escribió Un ollo de vidro. Memorias dun esquelete (1922) donde en clave humorística relaciona la figura del vampiro con un cacique, que aún después de muerto sigue alimentándose de la miseria de los vivos. Otro escritor gallego que realizó una breve incursión en la narrativa de vampiros es Wenceslao Fernández Flórez con su cuento El claro del bosque (1922), de género fantástico, en el que un viajante se ve forzado a pasar la noche en una cabaña perdida en medio de un bosque, habitada por Ricardo Mans y sus tres hijas, Otilia, Octavia y Ofelia, descubriendo el protagonista con posterioridad que se trata de una especie de vampiros psíquicos con capacidad para introducirse en el sueño de sus víctimas.
En Vampyr (2009); de  Carolina Andújar, se relata una historia gótica de misterio, intriga, amor y venganza; retoma varios aspectos del vampiro tradicional y de la historia a cerca de la condesa sangrienta. La historia se contextualiza en la Europa del siglo XIX donde su protagonista en su afán por descubrir los secretos de los despiadados enemigos que han despertado su sed de venganza se encuentra en el centro del odio de una vampira y al encuentro de un amor inmortal. 
Entre los autores más recientes destaca la autora española Clara Tahoces, que con su novela Gothika (2007), una historia de vampiros con elementos tradicionales, ganó el premio Minotauro. El cineasta Guillermo del Toro en colaboración con Chuck Dougan comienza La Trilogía de la Oscuridad (2009), en las que tratará la figura de los vampiros asociado a una pandemia vírica. El escritor español Fernando Gómez Hernández es el autor de El vampiro de Cartagena (2010) obra satírica que narra las andanzas de un ataúd que recorre la península de Cartagena a La Coruña con un vampiro en su interior. También Fernando Gómez Hernández es autor de Los vampiros de papel (2016) donde hace un recorrido por los 200 años de la literatura de vampiros mezclando novela con ensayo.
En Brasil las novelas vampíricas del autor André Vianco disfrutan de gran popularidad desde el comienzo de su carrera literaria en el año 2000.
Desde finales de la década del año 2000 en general se aprecia una creciente imitación por parte de los autores hispanos del estilo de los best-sellers y obras de éxito anglosajones, destacando en especial obras de romance sobrenatural, y otras similares, una tendencia literaria asimismo extendida a otros países.
En el año 2010 el autor argentino Pablo De Santis publica Los anticuarios, en la que presenta una versión renovada del mito del vampirismo, sin perder la esencia, en la que los vampiros son criaturas solitarias y melancólicas que sobreviven obsesionados por los objetos del pasado procurando ocultarse de los mortales.
En 2014, el escritor y comunicador peruano, Micky Bane tras más de diez años de trabajo, saca a la luz la novela Blaine, primera parte de la futura saga Crónicas de un vampiro real, publicada por Munay Editores en Lima, destacando por redefinir la imagen del vampiro, devolviéndoles el aura gótica que fueron perdiendo a través de los años tras la temática juvenil de principios del siglo XXI.
La figura del vampiro también alcanza el cómic hispano, aunque tardíamente, ya a finales del siglo XX, con obras como Boy Vampiro o Yo, vampiro (1992), de Carlos Trillo y Eduardo Risso y, El baile del vampiro (1997) de Sergio Bleda.
En 2019, el escritor mexicano Juan Carlos Quezadas obtuvo el Premio Nacional de Literatura Juvenil FeNal-Norma con su novela Donde nadie oye mi voz, que narra la historia de un adolescente, cuyo padre es un vampiro. En 2020 la escritora Michelle Roche Rodríguez presentó la novela Malasangre, un relato vampírico en la Venezuela gomecista de 1921

## El vampiro literario en otras perspectivas
También han surgido ocasionalmente algunas perspectivas no occidentales sobre la figura del vampiro como la novela The Gilda Stories (1991) de la activista Jewelle Gómez, con una protagonista negra y bisexual; Brown Girl In The Ring (1998), de Nalo Hopkinson, en la que aparece Soucouyant, un vampiro del folklore caribeño y la trilogía de los Inmortales Africanos de la autora Tananarive Due: My Soul to Keep (1995), The Living Blood (2001) y Blood Colony (2008). La escritora Octavia E. Butler también trata el tema vampírico en su última novela Fledgling (2005).

## Literatura académica o erudita

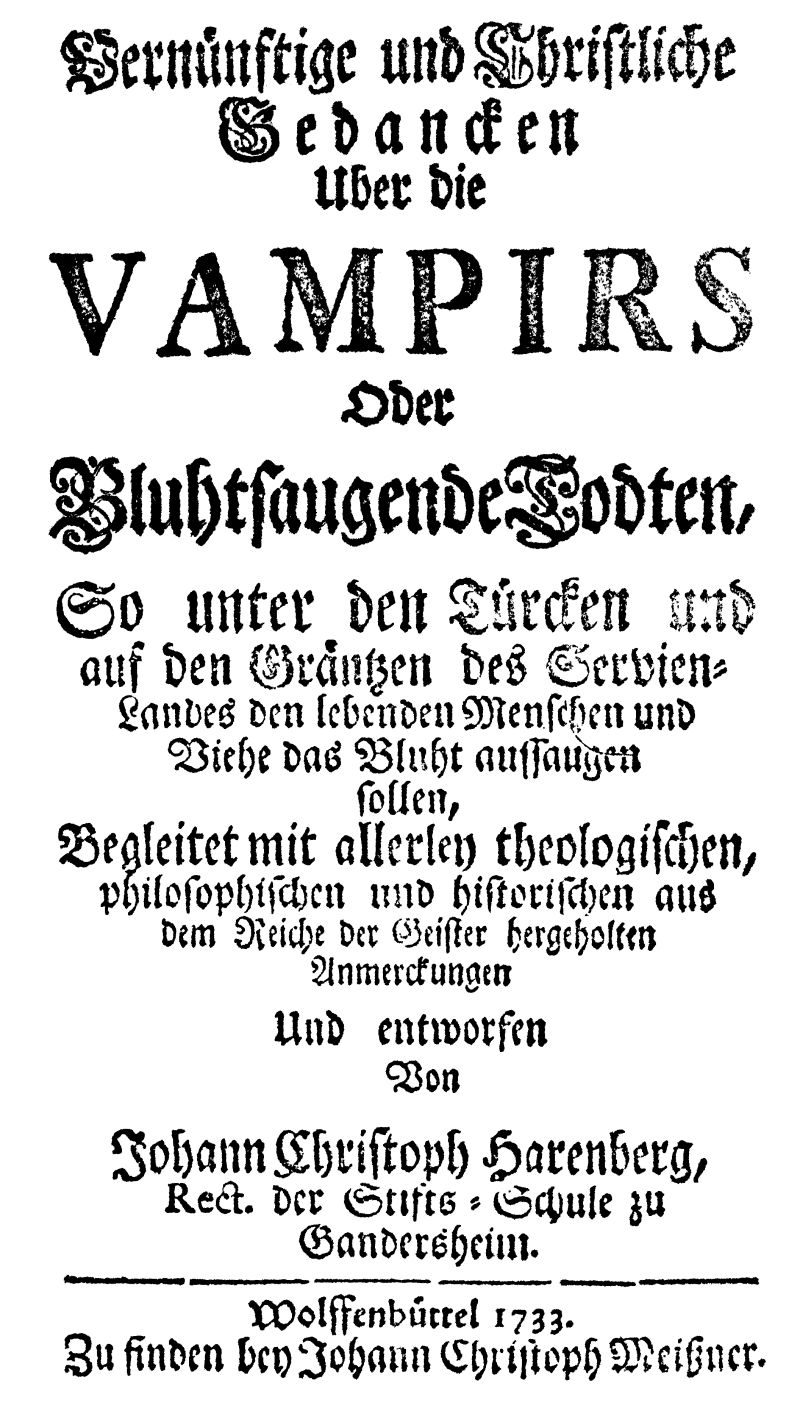
Portada de Conceptos racionales y cristianos sobre vampiros o chupasangres (1733).

Los escritos que  intentan compilar y analizar racionalmente el tema vampírico con argumentos filosóficos, teológicos y científicos, aparecen en Europa en los siglos XVII y XVIII cuando varias oleadas de rumores u anécdotas sobre apariciones vampíricas (probablemente incidentes de epidemias e histeria colectiva) barrieron numerosos países de Europa Oriental. Esto produjo un interés generalizado en el tema, que llegaría a ser comentado por escritores de la talla de Voltaire, Descartes y Rousseau o el padre Benito Jerónimo Feijoo.
Quizás el primer tratado o libro de ensayos publicado en Europa sobre vampiros fue el titulado "Conceptos  racionales y cristianos sobre vampiros o chupasangres" escrito en 1733 por Johann Christoph Harengerg filósofo, teólogo e historiador alemán. Pero uno  de los autores más reconocidos sobre el tema fue el monje benedictino francés Dom Augustin Calmet (1672-1757), abad de Senones, destacado exégeta e ideólogo de la Inquisición que escribió, entre otras muchas obras, un libro titulado El Mundo de los Fantasmas que incluye el ensayo titulado Negociación y explicación de la materia y características de los Espíritus y los Vampiros, y así de los retornados de la muerte en Hungría, Moravia, etc. Con esta obra, Calmet realizó la primera diferenciación clara entre los vampiros, por una parte, y los demás espíritus y demonios, por otra, y plantea si el vampiro está realmente muerto, o mediante qué mecanismo es capaz de escapar de la tumba, y qué clase de energía mueve su cuerpo, llegando a conclusión de que, a pesar de su naturaleza maligna, los vampiros son seres creados por Dios. Igualmente el abad señala que el mero hecho de ser pagano no era causa suficiente para convertirse en vampiro, pues de lo contrario los romanos y griegos, que adoraban a dioses paganos, se habrían transformado todos en vampiros.
La obra de Augustin Calmet alcanzó gran divulgación y fue criticada por muchos autores de la Ilustración. También serviría como referencia posterior para muchos de los autores y escritores que utilizaron el vampiro como figura literaria.
En 1820 el editor Chez Masson publicó en París "Histoire des vampires et des spectres malfaisans: avec un examen du vampirisme" de autor anónimo pero que algunos atribuyen al famoso escritor ocultista francés Collin de Plancy y en el cual se propone una visión racionalista del mito. 
En Inglaterra el tema del vampirismo fue tratado en “The Vampire. His Kith and Kin” (1928) y en El Vampiro en Europa (1929) por Montague Summers, quien realiza estudio sobre el tema y describe un recorrido de la presencia vampírica a lo largo de la historia, desde la Antigua Grecia hasta la época moderna, a través de los diversos países de Europa.
Juan Gómez-Alonso, doctor en Neurología, realizó su tesis doctoral sobre el mito del vampirismo y su relación con la rabia. A partir de esta tesis publicaría el libro Los vampiros a la luz de la medicina. (1995).

## Rasgos de los vampiros literarios

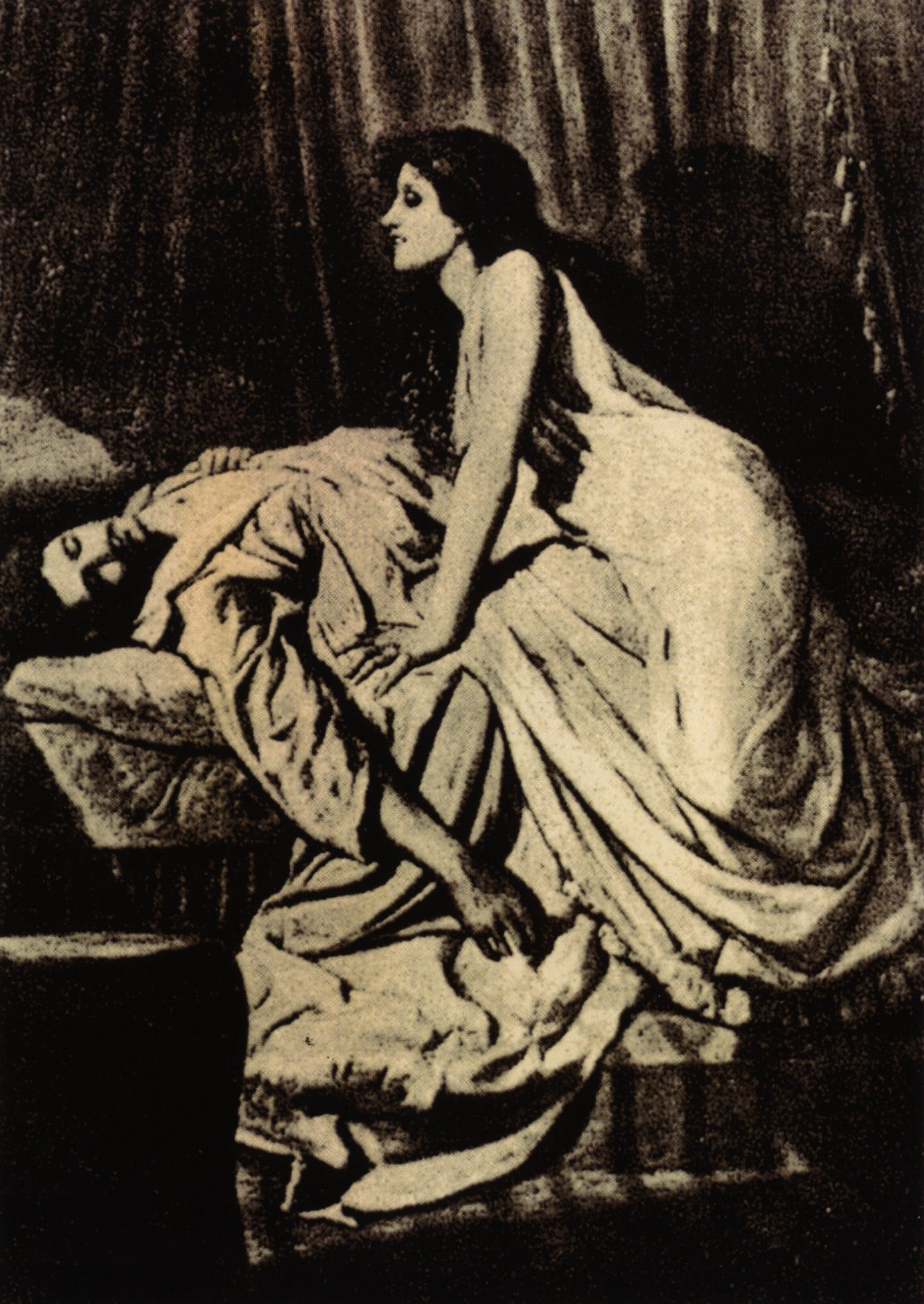
Philip Burne-Jones, The Vampire, 1897.

Los rasgos del vampiro literario han evolucionado a partir de los repulsivos monstruos del folclore popular, criaturas bestiales y de rasgos desagradables, sujetos a extrañas limitaciones y con comportamiento depredador, que se trata de simples cadáveres animados. La tez de estos vampiros suele ser rojiza e hinchada, sobre todo después de haber bebido sangre.
A partir del siglo XIX el vampiro tiende a humanizarse, adquiriendo la figura de un aristócrata pálido, romántico, elegante y de un atractivo sexual ambiguo y en ocasiones trasgresor. Como los vampiros del folklore los vampiros románticos necesitan beber sangre y no necesitan comida, agua ni oxígeno. En ocasiones son por completo incapaces de comer comida humana. Estos vampiros adoptan y fingen comportamientos humanos, para camuflarse entre sus potenciales víctimas y evitando ser descubiertos. No obstante, tanto vampiros folklóricos como literarios suelen ser afectados por las mismas limitaciones como símbolos religiosos, ajo, estacas, etc. En los primeros relatos, y desapareciendo progresivamente, suele aparecer cierta influencia lunar, que permanece en los límites temporales de actividad de los vampiros. Aunque con excepciones, por lo general se trata de criaturas con hábitos nocturnos.
Drácula ha sido el principal referente para establecer los rasgos vampíricos tradicionales: el vampiro de esta novela puede cambiar de forma a voluntad (lobo, murciélago, polvo y niebla), también puede trepar sobre superficies verticales como los muros de su castillo como un lagarto. Otro rasgo muy extendido e introducido por Stoker es la incapacidad del vampiro para reflejarse en los espejos, que no se encuentra en el folklore. Drácula también tiene dientes afilados y sus labios son especialmente rojos.
También en Drácula, el cazador de vampiros Abraham Van Helsing afirma que un vampiro puede ser destruido atravesando su corazón con una estaca de madera, preferiblemente de espino blanco, sumergiéndolo en una corriente de agua o incinerándole. El cuerpo del vampiro debe ser decapitado, su boca rellenada con ajos, agua bendita y reliquias, el cuerpo despedazado y entonces quemado y las cenizas esparcidas a los cuatro vientos. La destrucción de la vampira Lucy Westenra sigue el proceso de estaca en el corazón, decapitación y ajo en la boca, pero sin embargo, el Conde Drácula es destruido con un cuchillo kukri, no con una estaca de madera. Según el folklore tradicional y la propia novela de Drácula la luz del sol no es fatal para los vampiros, aunque prefieren actuar de noche. Drácula se pasea durante el día, aunque parece incómodo y no utiliza sus poderes, como convertirse en murciélago o niebla, que podría utilizar para escapar de sus perseguidores cuando es atacado en su refugio durante el día en el relato.
En las novelas y relatos del siglo XX se aprecia una tendencia hacia una progresiva humanización de los vampiros, y los diversos autores eligen diversos rasgos, desechan otros o inventan algunos nuevos, al mismo tiempo que se desarrollan teorías objetivas para justificar su existencia. Algunos ni siquiera son muertos vivientes, sino especies distintas a la humana.
Algunos vampiros literarios pueden volar, bien sea mediante una levitación sobrenatural o mediante su capacidad para convertirse en murciélagos. Algunas tradiciones sostienen que un vampiro no puede entrar en una casa a menos que sea invitado por su propietario. Por lo general solo necesita ser invitado una vez para entrar y salir a voluntad. En algunas historias los vampiros deben regresar a su ataúd o a su “tierra natal” antes del amanecer para descansar. Otros colocan tierra en sus ataúdes, sobre todo cuando necesitan desplazarse fuera de sus hogares. En Carmilla la vampira duerme en un ataúd lleno de sangre en lugar de tierra. 
Según el folklore, una de las protecciones contra los vampiros es arrojar un puñado de granos de trigo o cereal cerca de las camas, pues se dice que si un vampiro se tropieza con ellos se verá obligado a contarlos uno tras otro hasta terminar. La aplicación más conocida de este rasgo aparece en el Conde Drake o Conde Contar, un personaje del show infantil de Barrio Sésamo. Este rasgo también ha aparecido en la serie televisiva de Expediente X y en la novela Carpe Jugulum de Terry Pratchett.
Otros vampiros muestran poderes mágicos que les permiten controlar a los animales, el tiempo atmosférico, o crear ilusiones. Solo en algunas ocasiones la figura del vampiro se asimila con la del hechicero.
En resumen puede decirse que desde sus encarnaciones como monstruosos cadáveres animados en el folklore popular a partir del siglo XVIII la figura del vampiro va adquiriendo cada vez más rasgos humanos, convirtiéndose poco a poco en un elegante adversario, un antihéroe trágico, o incluso adquirir más emociones y rasgos humanos. En cierto sentido, la evolución de la literatura de vampiros avanza hacia una progresiva "humanización".
En contraste, sin abandonar sus rasgos monstruosos, algunos escritores han dado una visión "científica" del vampirismo en sus obras. En El tapiz del vampiro el protagonista es un parásito de una especie diferente a la humana, que se camufla entre sus presas para evitar ser descubierto. Otra explicación científica bastante habitual es considerar el vampirismo como una especie de virus o epidemia, que modifica los rasgos de sus víctimas impulsándolas a consumir sangre.

### El medio vampiro
Aunque por lo general debido a su estado no muerto los vampiros folklóricos y literarios son estériles, el Dampiro, Dampir, Dhampyr o Dampil es el descendiente de la unión entre un vampiro y un ser humano en el folklore serbio y de otros lugares de los Balcanes. Este híbrido posee la capacidad de detectar a los vampiros, y algunos individuos que afirmaban ser dhampiros a menudo recorrían las aldeas de los Balcanes poniendo sus habilidades al servicio de los campesinos a cambio de regalos y dinero.
Esta figura folklórica también ha sido introducida en la literatura, aunque en época más reciente, no apareciendo hasta la segunda mitad del siglo XX, y en su mayor parte en cómics.
- Blade (1973), un personaje de Marvel Comics es un dhampiro, un individuo que posee los poderes de un vampiro pero ninguna de sus debilidades. La madre de Blade fue mordida por un vampiro mientras estaba embarazada, y Blade cambió durante el embarazo.
- D, un personaje del anime japonés aparecido a principios de 1980, es un dampiro, hijo del amor entre su padre, el rey de los vampiros, y una mujer mortal. Poseído por un espíritu diabólico, D se ha convertido en un cazador de vampiros, luchando contra sus instintos depredadores en un mundo posapocalíptico.
- Harlan Draka, protagonista del cómic italiano Dampyr de Mauro Boselli y Maurizio Colombo, es un hombre que pretende ser un dhampiro folklórico a cambio de dinero, hasta que descubre que en verdad es hijo de un vampiro y una mujer. Su naturaleza medio vampírica le permite combatir a los vampiros, y viaja por el mundo para destruirlos.
- Bruno Dhampiro, protagonista de la novela (2008) de Rosa Gil, es un niño huérfano que descubre que en realidad es un semivampiro y que tiene poderes excepcionales. Lo malo es que quien le proporciona esta información es su padre adoptivo, un vampiro que pretende utilizar las habilidades de Bruno para convertirlo en su esclavo y usarlo en la guerra que quiere emprender contra los humanos.
- Renesmee Carlie Cullen de la novela Amanecer (2008) de Stephenie Meyer es la hija concebida por un vampiro (Edward Cullen)  y una humana (Bella Swan, posteriormente Cullen) . Tiene la capacidad de transmitir sus pensamientos a quienes toca, nace con todos sus dientes y envejece de forma anormalmente rápida. Cuando alcanza unos siete años detiene su crecimiento y adquiere la inmortalidad.
- Como se ha mencionado, en algunos relatos de vampiros, estos son una especie diferente, que se reproduce sexualmente. Poppy Z. Brite en El alma del vampiro establece que los vampiros son capaces de mezclarse con los humanos, y aunque los vampiros más viejos retienen algunos rasgos legendarios, los híbridos son cada vez más parecidos a los humanos. El nacimiento de los vampiros suele provocar la muerte de sus madres, vampiras o humanas, pues cuando se desarrollan comienzan a devorarlas desde dentro.
- Christian Blaine, protagonista de la novela Blaine (2014), mientras narra su vida a través de los siglos, cuenta sin complicaciones que existen cuatro tipos de vampiros en el Mundo Oscuro: Nobles (vampiros de sangre pura), Plebeyos (vampiros cuya sangre fue mezclada con la de su Hacedor), Mitad mortales (hijos de padre vampiro y mujer mortal, dado que la compleja procreación vampírica destruiría cualquier fluido corporal masculino en su camino hacia el óvulo de una mujer vampiro) y los freaks (un tipo de vampiros primitivos). Se denota claramente que los vampiros de sangre pura son hijos de padres símiles a su naturaleza (padre y madre) y por lo tanto son aptos para crear vida), así como los varones con mujeres mortales.
- Dakaria, Silvania y Franz Tepes de la trilogía Las hermanas vampiro (película), como su serie de libros homónima.

## Sagas de ficción
Existen varias sagas de literatura de vampiros, de calidad diversa. Tienden a ser secuelas o protosecuelas en torno al primer libro sobre las aventuras de algún personaje en particular. Se indican los años de publicación del primer libro y del cierre de la serie, si procede.
- Jim Butcher: The Dresden Files (2000). No todas las novelas están protagonizadas por vampiros, pues la trama gira en torno a una guerra entre vampiros y magos.
- Nancy A. Collins: Sonja Blue series: (1989-;).
- Raven Dane: Legacy of the Dark Kind (2005-)
- MaryJanice Davidson: Undead (2004)
- P. N. Elrod: Vampire Files series (1990)
- Christine Feehan: Dark series (1999).
- Christopher Golden: Saints and Shadows Saga (1994-2003).
- Laurell K. Hamilton: Anita Blake: Vampire Hunter (1993).
- Charlaine Harris: Sookie Stackhouse (2001)
- Kim Harrison: Hollows  (2004)
- Susan Hubbard: "Society of S" (2007)
- Tanya Huff: "Blood Books" (1991-1997).
- Charlie Huston: Joe Pitt casefiles (2005)
- E. E. Knight: Vampire Earth (2003)
- Karen Koehler: Slayer (2002).
- Tanith Lee: The Blood Opera Sequence (1992-1994).
- Brian Lumley: Necroscope" (1986-1991;).
- Stephenie Meyer Twilight (2005-2008)
- Christopher Moore: A Love Story (1995-2007).
- Kim Newman:Anno Dracula" (1992)
- Caridad Piñeiro: The Calling" (2004).
- Anne Rice: Vampire Chronicles (1976-2003).
- Marilyn Ross: "Barnabas Collins" (1966-1971).
- Fred Saberhagen: Vlad Tepes (1975-2002).
- Darren Shan Cirque Du Freak
- Maggie Shayne: Wings in the Night (1993)
- L. J. Smith: Vampire Diaries (1991)
- Whitley Strieber: Hunger (1981-2002).
- Freda Warrington: Bloodwine (1992)
- Gene Wolfe: Urth: Book of the Short Sun (1999-2001).
- Chelsea Quinn Yarbro: Saint-Germain (1978)
- Guillermo del Toro y Chuck Dougan La trilogía de la oscuridad (2009 - ).
- Lorena Amkie; Trilogía Gótica (Gothic Doll, Gothic Soul y Gothic Fate) (2010 - 2013)

White Wolf, una editorial de juegos de rol ha publicado numerosas novelas y series ambientadas en su Mundo de Tinieblas, y en especial dedicadas a su principal juego, Vampiro: la mascarada. Entre estas novelas hay trilogías, relatos independientes y series dedicadas a los clanes vampiros del universo de juego.

## Literatura infantil y juvenil de vampiros
El vampiro ha adoptado una faceta más amable en la literatura infantil, bien utilizando su potencial cómico mediante la parodia de sus costumbres y hábitos tradicionales, o mezclándolo con otros géneros, como la novela romántica destinada a un público más adolescente. En cierto sentido, en muchas novelas el vampiro se muestra como un "adolescente eterno", con libertad y eterna juventud, elementos que resultan atractivos para este tipo de público.
- Der kleine Vampir una serie de Angela Sommer-Bodenburg (1979).
- La saga de "Night Huntress" de Jeaniene Frost
- La serie de "Bunnicula" series de Deborah Howe and James Howe (1979).
- The Vampire Diaries saga de L. J. Smith (1991-1992)
- The Silver Kiss de Annette Curtis Klause (1992).
- La serie de The Last Vampire de Christopher Pike (1994)
- Companions of the Night (1995) de Vivian Vande Velde.
- The Saga of Darren Shan  también conocida como la serie de Cirque Du Freak (2000) de Darren Shan.
- La serie de Crepúsculo de Stephenie Meyer
- La serie de Vampire Kisses de Ellen Schreiber (2005).
- La serie vampirates de Justin Somper (2005)
- Peeps de Scott Westerfeld (2005).
- The Last Days de Scott Westerfeld (2006).
- Blue Bloods de Melissa de la Cruz (2006).
- La serie Vampire Academy de Richelle Mead (2006)
- Tantalize de Cynthia Leitich Smith (2007).
- La serie House of Night de P. C. Cast y Kristin Cast (2007)
- Uninvited de Amanda Marrone (2007).
- The Chronicles of Vladimir Tod por Heather Brewer.(2007)
- Bruno Dhampiro de Rosa Gil (2008).
- Saving Amy de Sarah Natalia Lee (2008).
- Medianoche de Claudia Gray (2008).`
- El beso del vampiro de Lynn Raven (2009)
- Vampyr de Carolina Andújar (2009)
- The Reformed Vampire Support Group de Catherine Jinks (2009).
- The Vampire Diaries: The Return continuación de la saga The Vampire Diaries de L. J. Smith (2009-presente)
- Unidos Por La Sangre primera novela de la saga Unidos Por La Sangre de T. P. Edmond (2013-presente)
- Catrina por Kryziz Bonny (2021)

## Revistas
El género de los vampiros en sus diversas manifestaciones artísticas ha llevado a la aparición de varias publicaciones periódicas como la revista 'Bite me' (1999). En estas publicaciones suelen aparecer entrevistas con actores, escritores o personas relacionadas con el género vampírico, noticias, comentarios de películas y libros, etc. Otras revistas actualmente desaparecidas son 'Crimson' y 'The Velvet Vampyre' (Inglaterra), 'Journal of the Dark' (Estados Unidos de América).